# Köçek

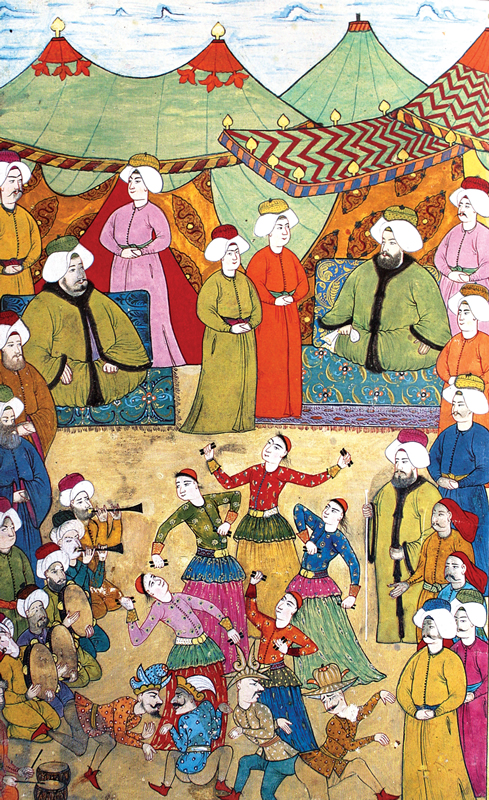
Köçek i en ottomansk miniatyr.

Köçek var  en professionell dansare och underhållare under det Osmanska riket, som var tonåriga män som klädde ut sig till flickor.
Köçek var en konsekvens av att kvinnor i den muslimska kulturen inte fick visa sig offentligt och uppträda för män. Istället valdes vackra pojkar ut för att uppträda dansa och sjunga för män som flickor. De var slavar, och eftersom muslimer inte fick hålla andra muslimer som slavar valdes de ut från icke muslimska folk, så som romer och greker. De togs som slavar i sexårsåldern, och uppträdde tills de inte längre kunde föreställa flickor. De uppträdde ofta på krogar och tavernor. De är kända från 1600-talet, förbjöds formellt 1837 men förekom i realiteten till åtminstone 1870-talet. 